# Machradż
Machradż (arab. مخرج) – wieś w Syrii, w muhafazie Aleppo, w dystrykcie Ajn al-Arab. W 2004 roku liczyła 590 mieszkańców.